# 拉费尔默泰
拉费尔默泰（法語：La Fermeté，法語發音：[la fɛʁməte]）是法国涅夫勒省的一个市镇，属于讷韦尔区。

## 地理
拉费尔默泰（46°57'59"N, 3°20'0"E）面积36.02 平方千米，位于法国勃艮第-弗朗什-孔泰大區涅夫勒省，该省份为法国中部省份，北至约讷省，西北接卢瓦雷省，西接谢尔省，南至阿列省，东南接索恩-卢瓦尔省，东临科多尔省。
与拉费尔默泰接壤的市镇（或旧市镇、城区）包括：圣让欧萨莫涅、卢瓦尔河畔圣旺、安菲、博蒙-萨尔多勒、利蒙、圣伯南达济、索维尼莱布瓦。

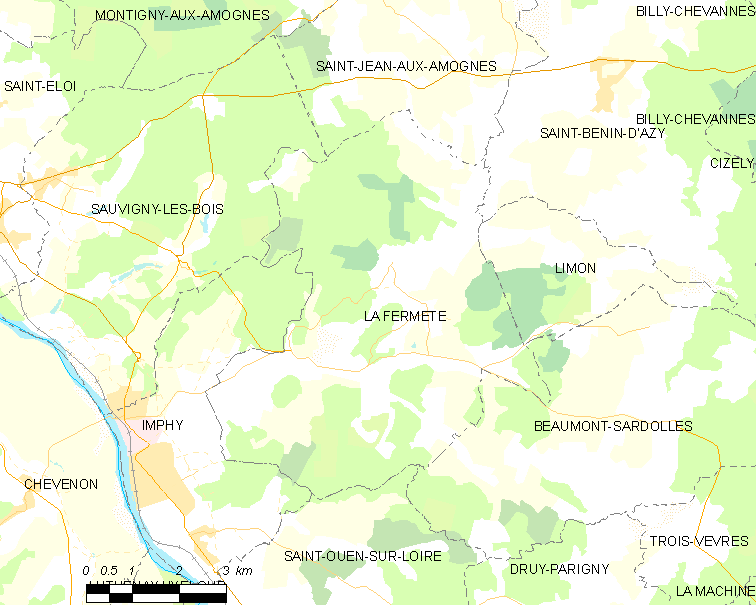
拉费尔默泰的OSM定位图

拉费尔默泰的时区为UTC+01:00、UTC+02:00（夏令时）。

## 行政
拉费尔默泰的邮政编码为58160，INSEE市镇编码为58112。

## 政治
拉费尔默泰所属的省级选区为盖里尼县。

## 人口

1962-2008年间拉费尔默泰人口变化图示

拉费尔默泰于2022年1月1日时的人口数量为622人。